# Държавно устройство на Боливия
Боливия е президентска република.

## Законодателна власт
Парламентът на Боливия е двукамарен, състои се от Сенат (горна камара) и Камара на депутатите (долна камара).
Сенатът се състои от 27 места, избирани за срок от 5 години, като кандидатите трябва да имат навършени 35 години.
Камарата на депутатите се състои от 130 места, избирани за срок от 5 години, като 68 се избират мажоритарно, а 62 пропорционално; кандидатите трябва да имат навършени 25 години.

## Съдебна власт
Съдебната власт се съставена от Върховен съд, Конституционен съд, Съдебен съвет, Окръжен (отдел) и по-ниски съдилища. Съдиiте на Върховния съд се назначават за срок от 10 години от парламента.